# 胡金倫
胡金倫（1971年1月6日—），出生於馬來西亞吉隆坡，現任時報出版第一編輯部總編輯。
2002年，研究所畢業後，進入台灣出版界，先後在麥田出版及聯經出版工作。現為時報文化出版第一編輯部總編輯。

## 著作
- 《赤道形聲：馬華文學讀本Ⅰ．小說卷》（台北：萬卷樓圖書公司，2000年）（與陳大為、鍾怡雯合編）
- 《赤道回聲：馬華文學讀本Ⅱ．評論卷》（台北：萬卷樓圖書公司，2003年）（與陳大為、鍾怡雯合編）
- 《華夷風：華語語系文學讀本》（台北：聯經出版，2016年）（與王德威、高嘉謙合編）